# كأس إفريقيا للأندية البطلة 1989
كأس أفريقيا للأندية البطلة 1989 هي النسخة 25 من دوري أبطال أفريقيا .
توج الرجاء البيضاوي المغربي بالكأس لأول مرة في تاريخه على حساب مولودية وهران الجزائري .

## النهائي

### مباراة الذهاب
| الرجاء البيضاوي | 1–0 | مولودية وهران |
| --------------- | --- | ------------- |
| - دياني 50'     |     |               |

### مباراة الإياب
| مولودية وهران                 | 1–0 | الرجاء البيضاوي                |
| ----------------------------- | --- | ------------------------------ |
| - سباح 43' (ض.ج.)             |     |                                |
| ركلات الترجيح                 |     |                                |
| سباح · بن حليمة · ماروك · بوط | 2–4 | دياني · خلاف · القدميري · مديح |